# 에런 울프
에런 울프(일본어: ウルフ・アロン, 영어: Aaron Wolf, 1996년 2월 26일~)는 일본의 유도 선수이다. 미국인 아버지와 일본인 어머니 사이에서 태어났다. 2017년 부다페스트에서 열린 세계 선수권 대회에서 우승을 차지했다. 이후 2020년 하계 올림픽 유도 -100kg급 결승전에서 승리해 금메달을 획득했다.